# Yishui (köpinghuvudort i Kina, Hubei Sheng, lat 32,27, long 110,09)
Yishui (kinesiska: 溢水, 溢水镇) är en köpinghuvudort i Kina. Den ligger i provinsen Hubei, i den centrala delen av landet, omkring 440 kilometer nordväst om provinshuvudstaden Wuhan. Antalet invånare är 31 298. Befolkningen består av 14 486 kvinnor och 16 812 män. Barn under 15 år utgör 14,0 %, vuxna 15-64 år 76 %, och äldre över 65 år 8,0 %.
Runt Yishui är det ganska tätbefolkat, med 111 invånare per kvadratkilometer. Yishui är det största samhället i trakten. I omgivningarna runt Yishui växer i huvudsak blandskog.
Genomsnittlig årsnederbörd är 1 058 millimeter. Den regnigaste månaden är augusti, med i genomsnitt 177 mm nederbörd, och den torraste är december, med 7 mm nederbörd.